# Walter Arlart
Albert Traugott Walter Arlart (* 16. September 1873 in Gumbinnen/Ostpreußen; † 1951) war ein deutscher Politiker und von 1930 bis 1933 Oberbürgermeister der Stadt Chemnitz. 

## Ausbildung und erste Stellen
Walter Arlart wurde als Sohn eines Kaufmanns 1873 in Gumbinnen geboren. Als er älter war, studierte er Rechts- und Staatswissenschaften an den Universitäten von Leipzig, Berlin und Königsberg. Während seines Studiums wurde er 1893 Mitglied der Landsmannschaft Plavia Leipzig. Im Jahr 1902 arbeitete er zunächst als Rechtsanwalt in Goldap und ehrenamtlich in der städtischen Verwaltung. Da ihm diese Arbeit mehr lag, gab er seine Praxis auf und trat ganz zur Kommunalverwaltung über. 1905 wurde er daraufhin besoldeter Stadtrat in Insterburg, 1908 2. Bürgermeister der Stadt Allenstein und 1911 Stadtrat und Kämmerer in Neukölln bei Berlin.

## Wirken in Chemnitz
Nachdem 1917 in Chemnitz Johannes Hübschmann als neuer Oberbürgermeister gewählt worden war, war die Stelle eines Bürgermeisters zu besetzen. Arlarts Erfahrungen im Finanzwesen einer Industrie- und Arbeitergemeinde empfahlen ihn für diese Stelle. Er leitete die Finanzgeschäfte der Stadt Chemnitz in den letzten Kriegsjahren, in Zeiten der Inflation und wirtschaftlichen Not. 1923 wurde er dann auf Lebenszeit wiedergewählt. Bevor er am 13. Februar 1930 zum Oberbürgermeister gewählt wurde, war er Dezernent für das Theater- und Orchesteramt und bemühte sich verschiedene Kultureinrichtungen zu erhalten.
Die Auswirkungen der Weltwirtschaftskrise trafen auch die Chemnitzer Region. Viele Betriebe und Unternehmen wurden insolvent und die Zahl der Arbeitslosen stieg. Nur wenige städtische Bauten, wie die Sparkasse am Falkeplatz, die Diesterweg-Schule oder das Altersheim am Karl-Marx-Platz konnten infolge der Sparmaßnahmen der Stadt vollendet bzw. neu errichtet werden. Der Bau des Stadtbades – obwohl schon seit 1930 im Rohbau fertig – stockte und konnte erst 1935 vollendet werden.
Als Walter Arlart am 30. September 1933 aus dem Amt schied und in den Ruhestand trat, siedelte er zunächst nach Rheinsberg über und lebte ab 1936 in Berlin-Steglitz.

## Rezeption
In seinem Text „Die Franzmänner“ nimmt Kurt Tucholsky einen Brief Arlarts zum Anlass für eine generelle Politikerschelte und einen Text gegen einen ebenso „papiern wie großfressig(en)“ Schreibstil. Der bei Tucholsky zitierte Brief Arlarts stellt ein Dankesschreiben an einen Zirkusdirektor dar, der in der Stadt gastiert hatte.